# Rolando Calderón
Rolando Calderón Aránguiz (Paine, 17 de septiembre de 1944) es un ex dirigente sindical y político socialista chileno. 

## Biografía
Hijo de Pedro Juan Calderón Puebla y de Lucía del Tránsito Aránguiz Ulloa. Estudió en la Escuela Industrial de Rancagua, siendo presidente de su Centro de Alumnos. En 1959 fue elegido dirigente de la Federación de Estudiantes de la Provincia de O'Higgins, y en 1960, dirigente en la Federación Nacional de Estudiantes Técnicos e Industriales de Chile.
Comienza su trayectoria política ingresando a la Juventud Socialista de Chile, asumiendo como Secretario General Regional de O'Higgins. Participa en la fundación de la Confederación Campesina e Indígena de Chile, y en 1964 es elegido Secretario General de la Confederación Campesina Ranquil. 
Entre 1965 y 1968, fue Consejero Nacional de la Central Única de Trabajadores (CUT). En 1967, fue elegido miembro del Comité Central del Partido Socialista, y en 1971, asume el cargo de Secretario Nacional de la CUT, siendo nombrado Subsecretario General del Frente de Masas.
En noviembre de 1972, bajo el gobierno de Salvador Allende, fue nombrado Ministro de Agricultura, cargo que desempeñó hasta marzo de 1973.
En 1974, parte al exilio a Suecia y se trasladó a Francia, Alemania y finalmente a Argentina, donde creó la Casa del Pueblo, para organizar el apoyo de los chilenos en el exilio. En París, forma parte del Comité Exterior de la CUT (CEXCUT), organismo del cual fue su Secretario General.
Regresó a Chile en 1988, un mes antes del plebiscito, aunque antes había ingresado dos veces en forma clandestina desde Argentina. A su regreso, es elegido miembro del Comité Central y de la Comisión Política del Partido Socialista.
Fue elegido senador en representación de la Circunscripción 19 en la Región de Magallanes y de la Antártica Chilena para el período 1990-1998.
El 11 de marzo de 2006, fue designado gobernador de la Provincia de Elqui por Michelle Bachelet, ejerciendo el cargo hasta el 11 de marzo de 2010.

## Historial electoral

### Elecciones parlamentarias de 1989
- Elecciones Parlamentarias de 1989 a Senador por la Circunscripción 19 (Magallanes)[3]

| Candidato                 | Pacto                          | Partido | Votos  | %     | Resultado |
| ------------------------- | ------------------------------ | ------- | ------ | ----- | --------- |
| José Ruiz de Giorgio      | Concertación por la Democracia | PDC     | 35.220 | 44,61 | Senador   |
| Luis Danus Covián         | Democracia y Progreso          | ILB     | 19.230 | 24,36 |           |
| Rolando Calderón Aránguiz | Concertación por la Democracia | ILA     | 17.062 | 21,61 | Senador   |
| Eduardo Doberti Guic      | Democracia y Progreso          | RN      | 5.332  | 6,75  |           |
| Gerardo Álvarez Rodríguez | Alianza de Centro              | ILD     | 2.099  | 2,66  |           |

### Elecciones parlamentarias de 1997
- Elecciones Parlamentarias de 1997 a Senador por la Circunscripción 19 (Magallanes)[4]

| Candidato                      | Pacto                          | Partido | Votos  | %     | Resultado |
| ------------------------------ | ------------------------------ | ------- | ------ | ----- | --------- |
| José Ruiz de Giorgio           | Concertación por la Democracia | PDC     | 18.003 | 30,67 | Senador   |
| Rolando Calderón Aránguiz      | Concertación por la Democracia | PS      | 16.165 | 27,54 |           |
| Sergio Fernández Fernández     | Unión Por Chile                | ILB     | 14.187 | 24,17 | Senador   |
| Vicente Karelovic Vrandecic    | Unión Por Chile                | ILB     | 7.132  | 12,15 |           |
| Domingo Antonio Pavlov Miranda | La Izquierda                   | PC      | 2007   | 3,42  |           |
| Ximena Pizarro Rojas           | Humanista                      | PH      | 1.198  | 2,04  |           |